# Rastislav Dej
Rastislav Dej (* 12. September 1988 in Považská Bystrica, Tschechoslowakei) ist ein slowakischer Eishockeyspieler, der seit Mai 2017 beim HC Vítkovice in der tschechischen Extraliga unter Vertrag steht.

## Karriere
Rastislav Dej begann seine Karriere als Eishockeyspieler in seiner slowakischen Heimat in der Nachwuchsabteilung des HK 95 Považská Bystrica, für dessen Profimannschaft er in der Saison 2004/05 sein Debüt in der zweitklassigen 1. Liga gab. Anschließend spielte der Angreifer zwei Jahre lang für die U20-Junioren des HC Kometa Brno in Tschechien. Seit der Saison 2007/08 läuft der Linksschütze für den HC Energie Karlovy Vary in der tschechischen Extraliga auf, mit dem er in der Saison 2008/09 erstmals Meister wurde und mit dem er sich beim HC Slavia Prag für die Vorjahresniederlage im Playoff-Finale revanchieren konnte. Im Meisterjahr gab der Slowake zudem drei Vorlagen in zwei Spielen für den tschechischen Zweitligisten HC Most.

## Erfolge und Auszeichnungen
- 2008 Tschechischer Vizemeister mit dem HC Energie Karlovy Vary
- 2009 Tschechischer Meister mit dem HC Energie Karlovy Vary

## Karrierestatistik
(Legende zur Spielerstatistik: Sp oder GP = absolvierte Spiele; T oder G = erzielte Tore; V oder A = erzielte Assists; Pkt oder Pts = erzielte Scorerpunkte; SM oder PIM = erhaltene Strafminuten; +/− = Plus/Minus-Bilanz; PP = erzielte Überzahltore; SH = erzielte Unterzahltore; GW = erzielte Siegtore; 1 Play-downs/Relegation; Kursiv: Statistik nicht vollständig)